# Ermita de San Formerio (Pangua)
La ermita de San Formerio del municipio español de Condado de Treviño, del cual el santo Formerio es patrón, es un templo románico del siglo XII de robusta construcción, ya que también ejercía una función militar.

## Localización

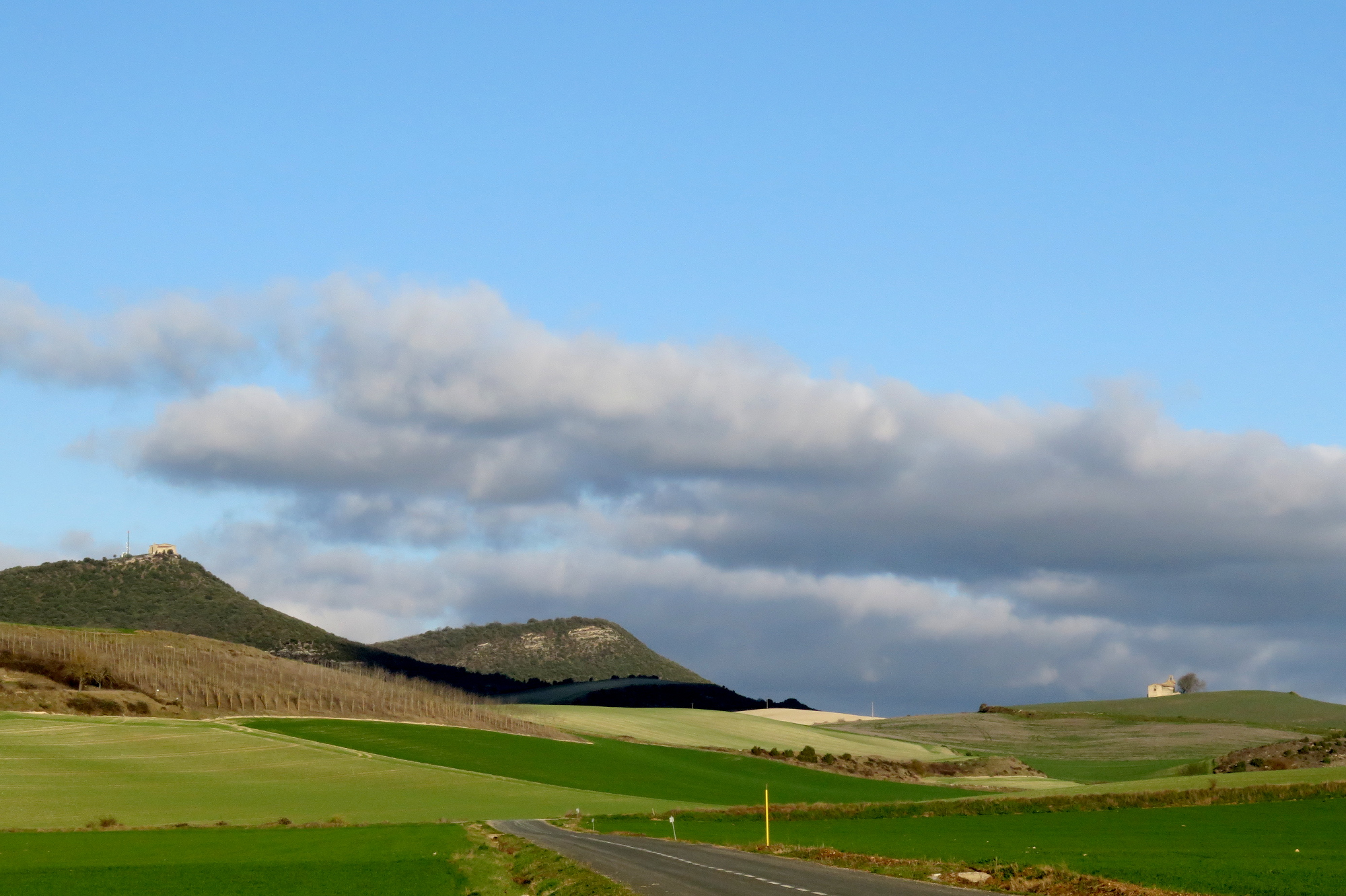
Ermita de San Formerio (izquierda) e iglesia de San Clemente de Lacervilla (derecha) desde la carretera A-4105

Situada en Pangua, perteneciente al término municipal del Condado de Treviño, un enclave burgalés en el centro de Álava, esta ermita se encuentra en la cima del monte que lleva el mismo nombre (752 m), Desde su ubicación hay un brusco desnivel hacia el Sur y amplios horizontes hacia Miranda de Ebro y las Conchas de Haro.
Este lugar ha sido sagrado desde tiempos remotos, como lo demuestran las tumbas rupestres descubiertas, que datan de la Alta y plena Edad Media, cuando era seguramente la parroquia de un poblamiento actualmente despoblado y desaparecido y, además, fue poblado desde antiguo con los restos del castro de finales de la Edad del Bronce y del hierro. Se trataba de poblados fortificados junto a la ermita, en la ladera Norte, teniendo defensas concéntricas y muros de piedra.
Fue un importante punto de guardia en los caminos del Ayuda, Zadorra y pasos del Ebro.

## Descripción

### Exterior
Posee una planta de cruz latina y cabecera recta que se cubre con bóveda de lunetos. Las capillas laterales presentan bóveda nervada. Orientado al Sur se sitúa el pórtico con tres grandes arcos de medio punto apeados en pilares con impostas simples. La portada tiene un arco de medio punto entre pilastras que sostienen un frontón triangular partido, con hornacinas en el centro y dos pirámides por acroteras. Al Oeste se levanta la espadaña, con un vano de medio punto. En el Este del santuario se conservan sepulturas antropoides, orientadas hacia el levante y excavadas en roca viva.

### Interior
En el interior destaca el retablo mayor y el sepulcro de San Formerio. El retablo consta de un cuerpo, dividido en tres calles, y ático. Acoge las tallas de San Formerio, San Roque, San Antón y la del Cristo Crucificado. En la capilla del Santo Cristo se localiza un templete de piedra, gótico avanzado, con elementos decorativos renacentistas que contiene las reliquias del Santo Patrono de Treviño.

## San Formerio de Pangua
Este santo ermitaño, nacido en Cesarea de Capadocia (Turquía) fue martirizado, muriendo en la hoguera en el año 318. Sus restos fueron llevados por una yegua hasta el punto donde hoy en día se encuentra la ermita. Cuenta la tradición que sus reliquias fueron traídas por Santa Colomba, de la que se cuenta que consiguió su santidad cuando, al ir a ser violada por un soldado romano, salió del bosque un oso y la salvó.
Una leyenda cuenta que hubo tres hermanos anacoretas: San Formerio, San Felices y San Juan del Monte. Para ganarse el pan de cada día bajaban a los pueblos cercanos para pedir limosna provocando en muchas ocasiones reyertas con los vecinos. Santo Domingo de la Calzada se enteró de estas peleas y los castigó separándolos. Mandó a San Formerio a Pangua, a San Felices lo mandó a los Riscos de Bilibio y a San Juan lo destinó a la gruta del Monte de Miranda. Una vez al año debían hacer señales de humo para constatar que seguían vivos.
La leyenda no tiene credibilidad histórica porque no es cronológicamente posible ya que las fechas en las que vivieron los protagonistas varían incluso siglos.[cita requerida]
San Formerio es el patrón de Treviño y es la única solemnidad religiosa a la que acude el Ayuntamiento de Treviño en corporación.

### San Formerio de Bañares
Existe una confusión, ya que según la tradición hay otro San Formerio, nacido en Cesarea (Cerezo de Río Tirón), joven pastor martirizado en el siglo III en tiempos del emperador Aureliano. Sus restos fueron llevados a Bañares, y allí reposan en una arqueta. Uno es patrón del Condado de Treviño y el otro de Bañares y de los pastores de Cerezo. La confusión viene dada por el lugar de nacimiento. Cesarea de Capadocia o Cesarea (Cerezo de Río Tirón), y por el día que se celebra la fiesta, 25 de septiembre para ambos. El resto de datos de sus respectivas vidas no concuerdan en nada. Tampoco coinciden en nada la imagen con la que se les representa.[cita requerida]

## Reliquias
Desde la Edad Media se honraba a este santo, venerando sus reliquias, que se guardan en una urna realizada con orfebrería y esmalte, cerrada con seis llaves custodiadas por los párrocos de los seis lugares de la Divisa, encargados de la conservación y custodia de la ermita: Muergas, Estavillo, Añastro, San Esteban de Treviño, Pangua y Burgueta. Las tienen así de repartidas para evitar lo sucedido en 1742, cuando los fieles destrozaron el busto por la creencia de que arrancarle un trozo de piedra sanaba los dolores de cabeza.

## Romería
Las fiestas principales se celebran el segundo día de Pascua y el 25 de septiembre, día que se venera la muerte del santo en el año 362.
El sábado anterior al 25 de septiembre asisten los pueblos del condado. Asisten los siguientes pueblos: 
| - Aguillo - Ajarte - Albaina - Añastro - Araico - Arana - Argote - Armentía - Arrieta - Ascarza - Bajauri - Burgueta | - Busto de Treviño - Cucho - Dordóniz - Doroño - Estavillo - Franco - Fuidio - Golernio - Grandival - Imiruri - Laño - La Puebla de Arganzón - Marauri - Mesanza | - Moraza - Moscador - Muergas - Obécuri - Ocilla y Ladrera - Ogueta - Ozana - Pariza - Pedruzo - Samiano - San Esteban - San Martín de Galvarín | - San Martín de Zar - San Vicentejo - Saraso - Sáseta - Taravero - Torre - Treviño - Uzquiano - Villanueva Tobera - Zurbitu |  |

## Tradiciones
En 1742, los fieles habían destrozado el busto yaciente del sepulcro ( XVI ) por la costumbre de arrancarle un trozo de piedra como eficaz remedio para el dolor de cabeza. Las aguas que manan de la fuente cercana al santuario poseen propiedades curativas al haber surgido, según tradición, por una pisada del caballo donde iba el santo.

## Paisaje
Desde el monte, y a pesar de su modesta altitud, se disfruta de una amplia panorámica y una buena parte de cumbres de las provincias cercanas, desde los montes Obarenes y el valle de Miranda de Ebro hasta la Sierra Badaya, el Gorbea, o la sierra de Cantabria, entre otros. En sus laderas hay una rica e interesante vegetación de transición que alterna especies de origen atlántico y otras de procedencia mediterránea. Aunque la riqueza forestal de este enclave se vio seriamente afectada por un reciente incendio, todavía conserva notables superficies de carrascales y quejigos con una variada avifauna forestal y algunas especies mediterráneas como la lagartija colilarga y la culebra de escalera.[cita requerida]